# Świętopełk z Irządz i Zawady
Świętopełk z Irządz i Zawady herbu Lis – podczaszy krakowski w latach 1438–1447.
Był członkiem konfederacji Spytka z Melsztyna w 1439 roku.